# 費爾法克斯縣
費爾法克斯县（英語：Fairfax County）是美国弗吉尼亚州北部的一個“建成区县行政机构形式”或“建成区”县，北隔波托马克河與马里兰州相望。面積1,053平方公里。与亞歷山卓和阿灵顿接壤。根據2020年人口普查，共有人口115萬309人，是全州人口最多的縣，也占了全州人口的13%，也是華盛頓都會區的最大的行政区。瀑布教堂和費爾法克斯市（亦稱費法斯或費雨法斯）原为该县下辖的镇，分别于1948年和1961年成为独立市。尽管費爾法克斯市和費爾法克斯縣为平级行政区且互不隶属，但費爾法克斯縣的部分政府机关位于費爾法克斯市境内。
费尔法克斯是美国的第一个家庭收入中位数达到10万美元的县，也是全美家庭收入中位数第三高的县。费尔法克斯县作为华盛顿特区大都市区的一部分，通常被列入美国最富有地区，仅次于硅谷。
费尔法克斯县是情报机构中央情报局、国家地理空间情报局、国家侦察局、國家反恐中心和國家情報總監办公室所在地。该县还拥有十家财富500强公司，包括通用动力、军火商诺斯洛普·格鲁门、房地美等，附近还有波音、雷神和亚马逊等五家500强公司。
該縣成立於1742年5月6日，縣名紀念殖民地時期北內克半島的地主第六代卡梅倫的費爾法克斯勳爵湯瑪斯。

## 教育
该县由費郡公立學校系统提供中小学教育。此外还有隶属于天主教阿灵顿教区的许多天主教小学和中学。
乔治梅森大学也位于此。

## 交通

### 道路
几条主要高速公路穿过费尔法克斯县，包括首都环城公路（495号州际公路）、66号州际公路、95号州际公路。

### 航空
华盛顿杜勒斯国际机场部分位于费尔法克斯县内，为该县提供大部分航空服务。

### 公共交通
费尔法克斯县有多种公共交通服务，包括华盛顿地铁的橙、蓝、黄和银线。

此外，乘坐通勤铁路弗吉尼亚铁路特快可以到达华盛顿特区联合车站。

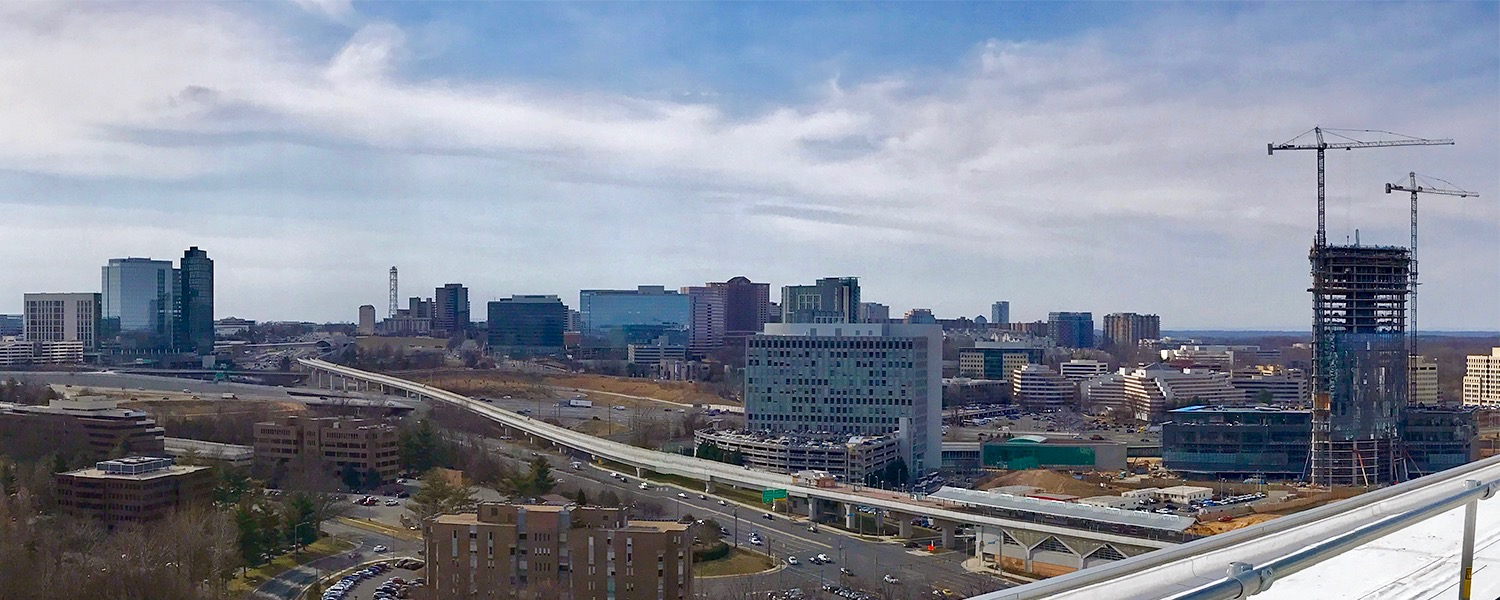
费尔法克斯泰森斯城中心

可是，费尔法克斯县是一个郊区地狱景观（英文：suburban hellscape），充满了街区公路（stroad），所以很少人使用公交，COVID-19疫情后这个问题更严重。